# NGC 6265
NGC 6265 ist eine 14,5 mag helle linsenförmige Galaxie vom Hubble-Typ S0 im Sternbild Herkules und etwa 441 Millionen Lichtjahre von der Milchstraße entfernt.
Sie wurde am 28. Juni 1864 von Albert Marth entdeckt.